# Havasupai

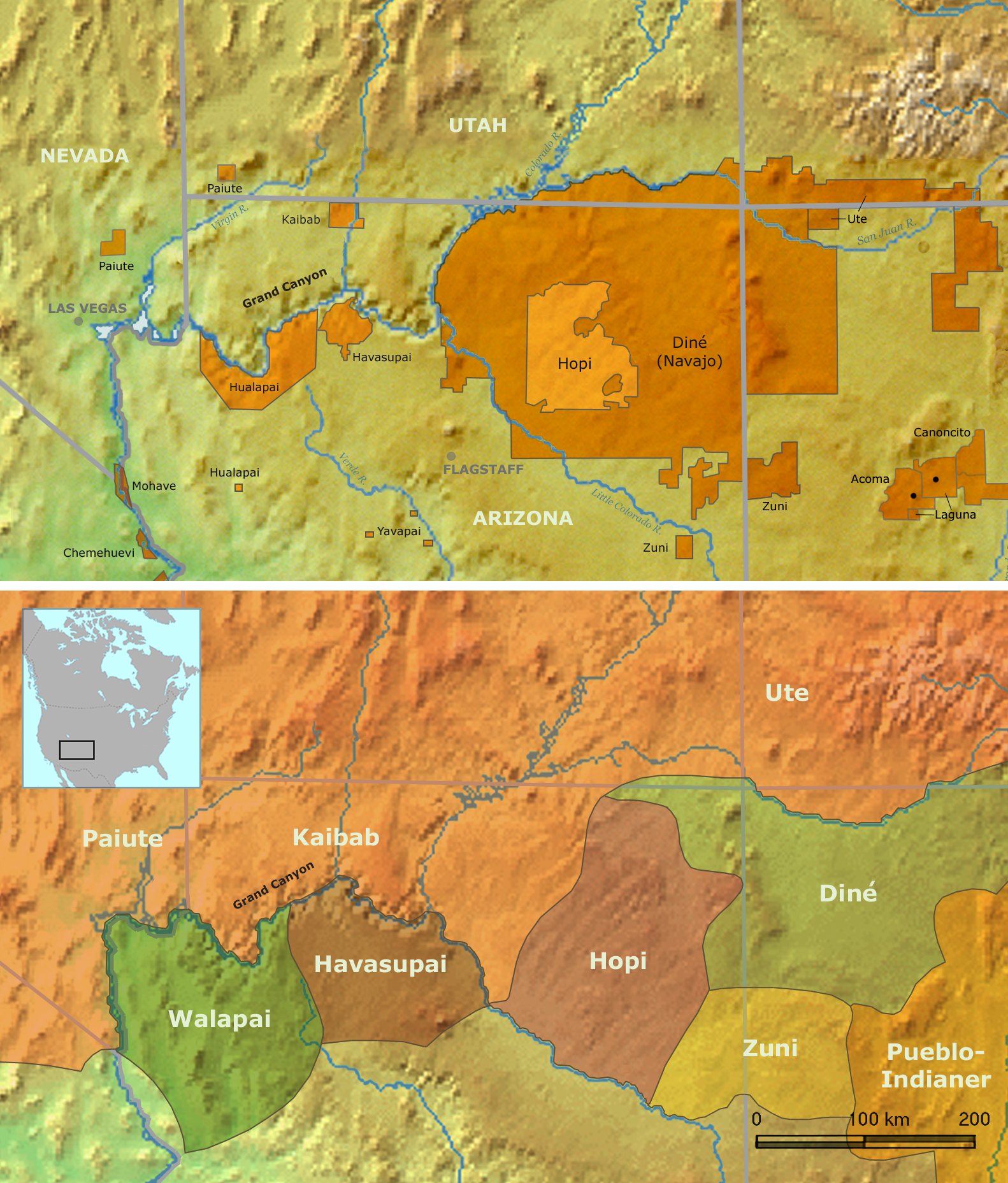
Heutiges Indianerreservat (oben) und traditionelles Stammesgebiet (unten) im Bereich des Grand Canyon

Die Havasupai oder Havsuwʼ Baaja sind ein Indianerstamm im Südwesten der USA und zählen sprachlich, kulturell sowie geographisch zusammen mit den verwandten Hualapai (Walapai) und Yavapai zur Gruppe der Hochland-Yuma (Upland Yuma oder Nördliche Pai) im Nordwesten, Südwesten und westlichen Zentral-Arizona.
Ursprünglich lebten die Nördlichen Pai am Oberen Colorado River nördlich der mächtigen und kriegerischen Quechan (Yuma) in Arizona und zogen – lange bevor die ersten Konquistadoren den heutigen Südwesten der Vereinigten Staaten betraten – ostwärts in die Canyonlands und Schluchten des Colorado-Plateaus einschließlich des Grand Canyon. Aus dieser Originalgruppe entstanden laut traditioneller Überlieferung auf Grund interner Streitigkeiten zwei separate Stammesgruppen, die sich nun auch feindlich gegenüberstanden: die Yavapai, die weiter ins südwestliche sowie südliche Zentral-Arizona zogen, und die Hualapai (Walapai), die im Nordosten und Norden blieben.
Erst mit der Errichtung des Havasupai-Reservats in den 1880er Jahren für die Havasooa Pa’a / Hav’su Ba:’ Lokalgruppe der Hualapai, die sich zuvor Schutz suchend bereits immer tiefer in die Canyons zurückgezogen hatten, begannen sich diese allmählich nicht mehr als Hualapai (Walapai), sondern als eigenständiger Stamm zu identifizieren.

## Namen
Die Hualapai (Walapai) und Havasupai werden oftmals zur Unterscheidung von den südlich lebenden Yavapai auch Nordöstliche Pai genannt; seit der erzwungenen Ansiedlung in zwei Reservationen – der Hualapai Indian Reservation im Westen sowie der Havasupai Indian Reservation im Osten des ursprünglich gemeinsamen Stammesgebiets – werden die Hualapai (Walapai) als Westliche Pai und die Havasupai als Östliche Pai bezeichnet.
Sie selbst bezeichneten sich je nach Dialekt wie viele indigene Völker einfach als Pai, Paya, Paia, Pa'a, Báy oder Ba:’ („das Volk“).
Die heute gebräuchliche Stammesbezeichnung als Hualapai (Walapai) ist eine englische Übernahme des Namens einer Band der Hualapai (Walapai), die sich Hwa:lbáy / Hual'la-pai / Howa'la-pai (abgel. von Hwa:l – „Ponderosa-Kiefer“ und Báy – „Volk“, d. h. „Volk der hohen Ponderosa-Kiefer“) nannte.
Auch die Bezeichnung als Havasupai ist eine Verfremdung des Autonyms der größten Lokalgruppe der Hualapai (Walapai), die sich selbst Havsuwʼ Baaja oder Havasu Baja („Volk des blau-grünen Wassers“) nannte – von anderen Hualapai wurden sie auf Grund des abweichenden Dialekts als Havasooa Pa'a / Hav'su Ba:'  bezeichnet. Weitere in den historischen Berichten übliche Schreibweisen: Ahabasugapa, Yavasupai oder Supai.
Die Hopi bezeichneten sowohl die Hualapai (inklusive der Havasupai) sowie die Yavapai als Co'on / Coconino („Wood Killers“), wobei der Name sich auf die Art und Weise bezieht, wie diese die Äste von den Bäumen mittels Äxten abschlugen. Die feindlichen Navajo übernahmen diese Benennungen und bezeichneten die Hualapai (Walapai) als Waalibéí dinéʼiʼ sowie die Havasupai als Góóhníinii; jedoch könnte die Navajo-Bezeichnung für die Havasupai die gleiche Etymologie haben, wie Koun'Nde / Go'hn („wildes, raubeiniges Volk“) der Westlichen Apache für die Yavapai und deren Tonto-Apache-Verwandten.
Die feindlichen Yavapai bezeichneten sie als Matávĕkĕ-Paya/Täbkĕpáya („Volk im Norden“, lt. Corbusier) oder als Páxuádo ameti („Volk weit flussabwärts“, lt. Gatschet), die Hualapai (Walapai) und Havasupai nannten die Yavapai hingegen Ji’wha’ („Der Feind“) – zudem war die größte und südlichste Großgruppe (Unterstamm) auch als Yavapai Fighters bekannt.
Die O’Odham (Oberen Pima) nannten alle Nördlichen Pai sowie die Apache und Opata einfach Ohp oder O’Ob („Feinde“).
Wegen ihres sich kaum von den südlich und östlich lebenden Yavapai und Tonto Apache unterscheidenden Lebensstils nannten die Spanier, Mexikaner und Amerikaner die Hualapai (Walapai) und Havasuapai genau wie die Ɖo:lkabaya/Tolkepaya („Westliche Yavapai“) Yuma-Apache oder Apache-Yuma, da im Norden Mexikos sowie im Südwesten der USA das Wort Apache oft zur Bezeichnung für „feindliche, kriegerische, räuberische Indianer“ gebraucht wurde, ohne sprachliche, ethnische und kulturelle Differenzierung (auch Mohave (Mojhave) und sogar Comanche wurden vormals als Apache bezeichnet). In historischer Fachliteratur und in Abenteuerromanen (wie bei Karl May: Nijjorras Apatschen) sind diese irreführenden Bezeichnungen immer noch gebräuchlich; jedoch ist die Herkunft der heute allgemein gebräuchliche Stammesbezeichnung „Apache“ für alle Stämme und Gruppen der Südlichen Athapasken – außer den Navajo – unsicher und umstritten.

## Sprache
Ihre Sprache ist eine von drei Dialektvarianten des Havasupai-Hualapai (Hochland Yuma) und gehört zusammen mit dem eng verwandten Yavapai der Yavapai zum Hochland Yuma (Nördliches Pai)-Zweig der Pai oder Nördlichen Yuma-Untergruppe der sog. eigentl. Yuma-Sprachen der Cochimí-Yuma-Sprachfamilie, die oftmals zu den Hoka-Sprachen gezählt wird. Die zweite sich nur minimal unterscheidende Dialektvariante wird von den Hualapai (Walapai) gesprochen (Kendall 1983:5), beide Dialektvarianten werden jedoch unterschiedlich schriftlich wiedergegeben. Auch die Sprecher von Havasupai und Hualapai betrachten ihre Dialekte trotz der großen Ähnlichkeiten und der gegenseitigen Verständlichkeit als eigenständige Sprachen. Größere Abweichungen bestehen jedoch zwischen dem Havasupai-Hualapai und den ebenfalls zum Hochland-Yuma zählenden vier Dialektgruppen des Yavapai.
Heute sprechen von ca. 2.300 Hualapai (Walapai) nur noch ca. 1.000 Stammesangehörige (2000 A. Yamamoto) ihre Muttersprache. Von den heute ca. 650 (2010) Havasupai hingegen sprechen noch 530 ihre Sprache und somit wird oftmals das Havasupai als einzige indianische Sprache in den Vereinigten Staaten bezeichnet, die zu 100 % von allen Stammesmitgliedern gesprochen (oder verstanden) wird.

## Wohngebiet
Sie bewohnen seit Jahrhunderten den Cataract Canyon (heute meist Havasu Canyon genannt), einen Seitenarm des Grand Canyon. Noch heute sind sie der isolierteste Indianerstamm in den Vereinigten Staaten. Ihr Reservat und das Hauptdorf Supai im Havasu Canyon kann man nur zu Fuß oder mit dem Pferd über zwei lange Trails erreichen, die vom Rand des Canyons hinabführen. 1882 wurde das Reservat im Havasu Canyon (2 km²) für den Stamm eingerichtet. Die Havasupai verzichteten auf ein größeres Stück Land in dem Glauben, dass mehr Grundbesitz zum Ärger mit den Amerikanern führen würde; ein winziges Reservat würde die meist landhungrigen Weißen nicht in Versuchung führen. Doch 1975 wurde dem Stamm sein altes Jagdgebiet von 185.000 Acres (748 km²) wieder zuerkannt.

## Bachlauf und Wasserfälle
Für große Bekanntheit und einen großen Zustrom von Touristen sorgt der durch das Reservat laufende Bach, der in mehreren Wasserfällen, vor spektakulärer Kulisse, den Canyon durchfließt und am Ende mit dem Colorado River zusammenläuft. Da das Wasser extrem viel gelösten Kalk mit sich führt erscheint es türkis bis tief blau. Vor dem Roten Sandstein des Grand Canyon entsteht so, gerade bei Sonnenschein, ein atemberaubender Kontrast.

Die Siedlung wird von mehr als 20.000 Touristen jedes Jahr besucht, diese sorgen auch für einen Großteil des Umsatzes der dort generiert wird. Um den Zustrom zu regulieren, ist einerseits eine Gebühr fällig, quasi ein Eintrittspreis, andererseits ist es notwendig sich in der Lodge oder auf dem Campingplatz ein Quartier zu reservieren. Der Wanderweg in den Canyon ist etwa 15 km lang und liegt zum großen Teil im vollen Sonnenlicht. Es ist dringend notwendig sich entsprechend auf das vorherrschende Wüstenklima, gerade im Sommer, gut vorzubereiten.

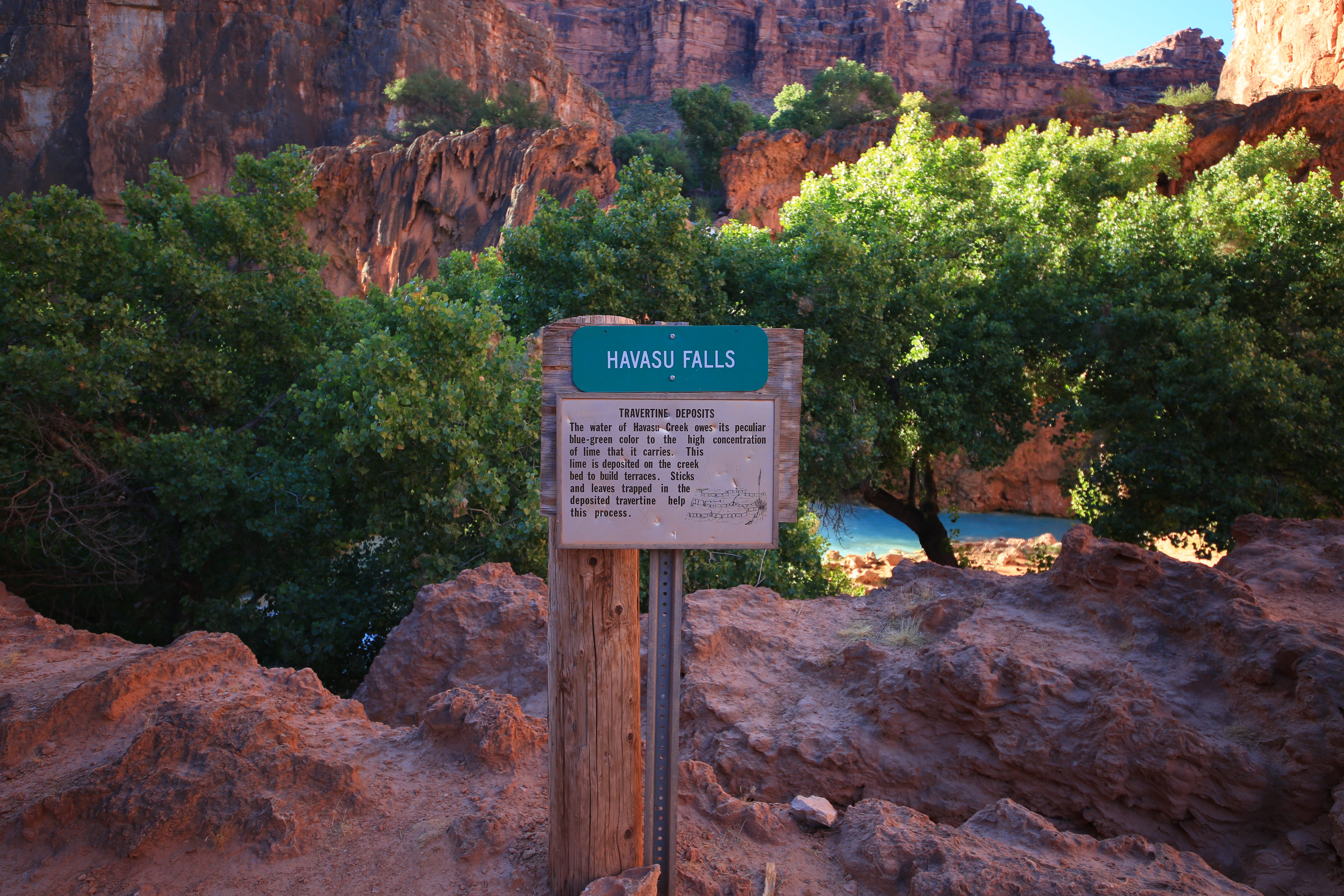
Hinweisschild oberhalb der Wasserfälle mit Erklärung zur Blaufärbung des Wassers
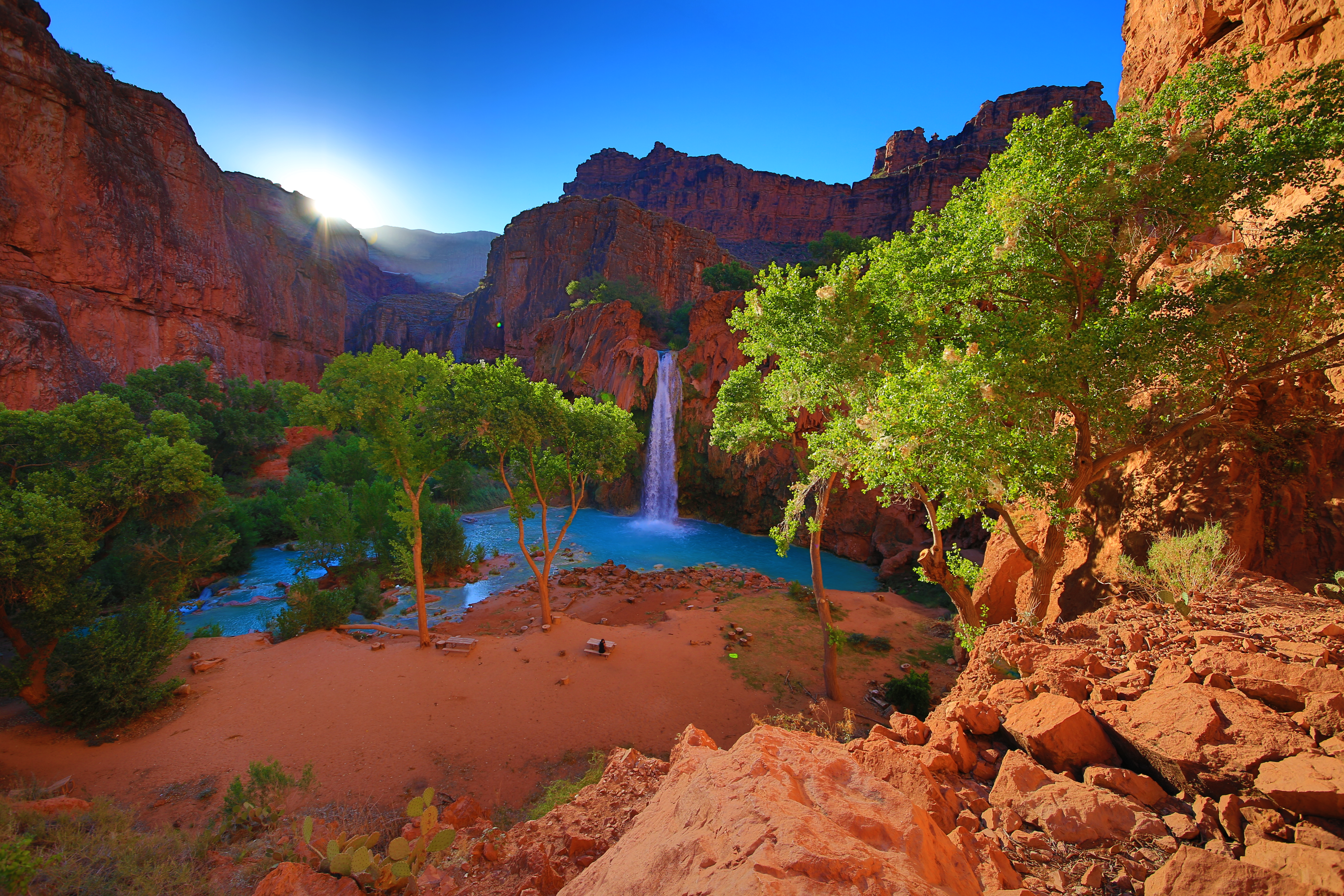
Die Havasu Falls vom Wanderweg aus gesehen
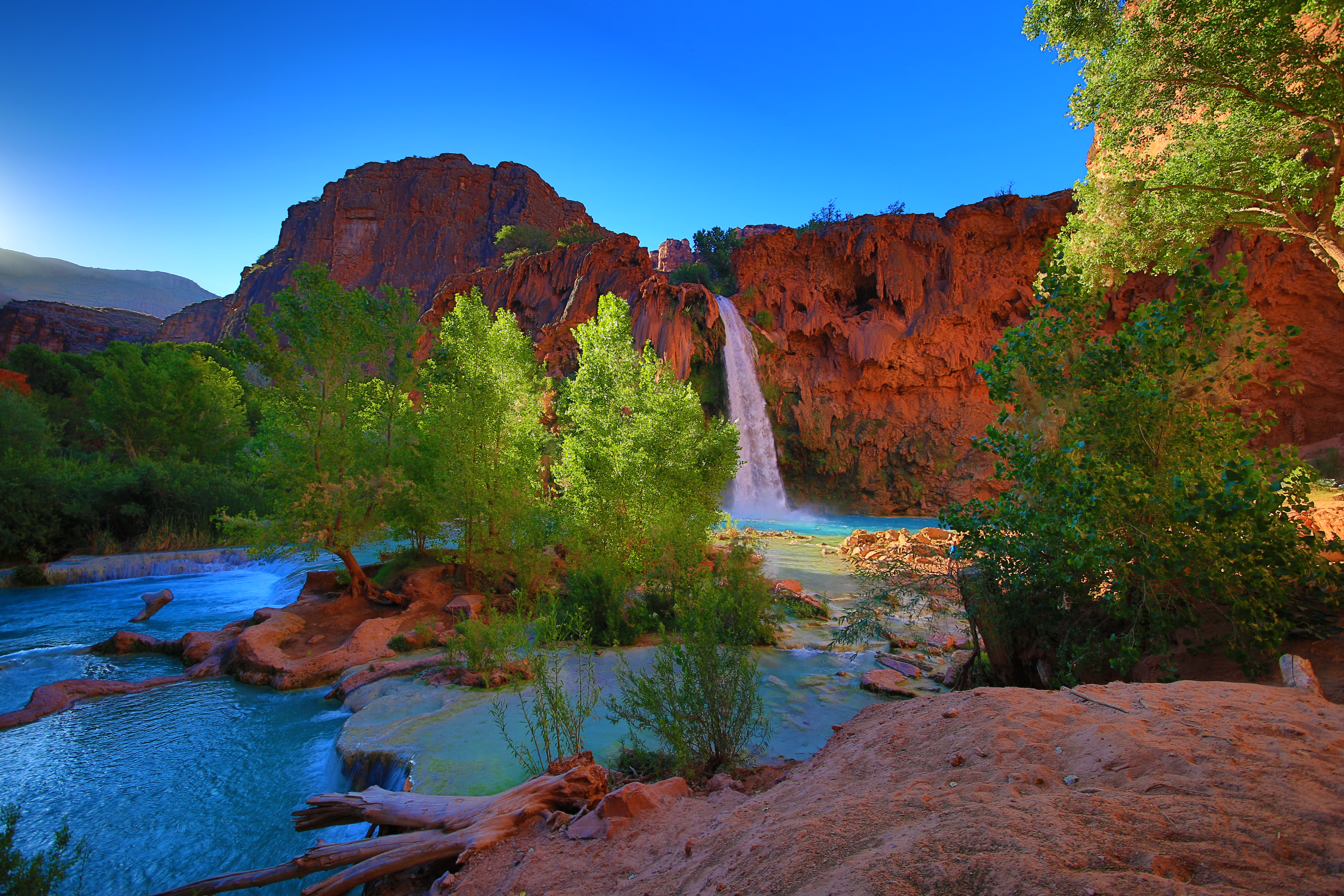
Die Havasu Falls im Sonnenaufgang
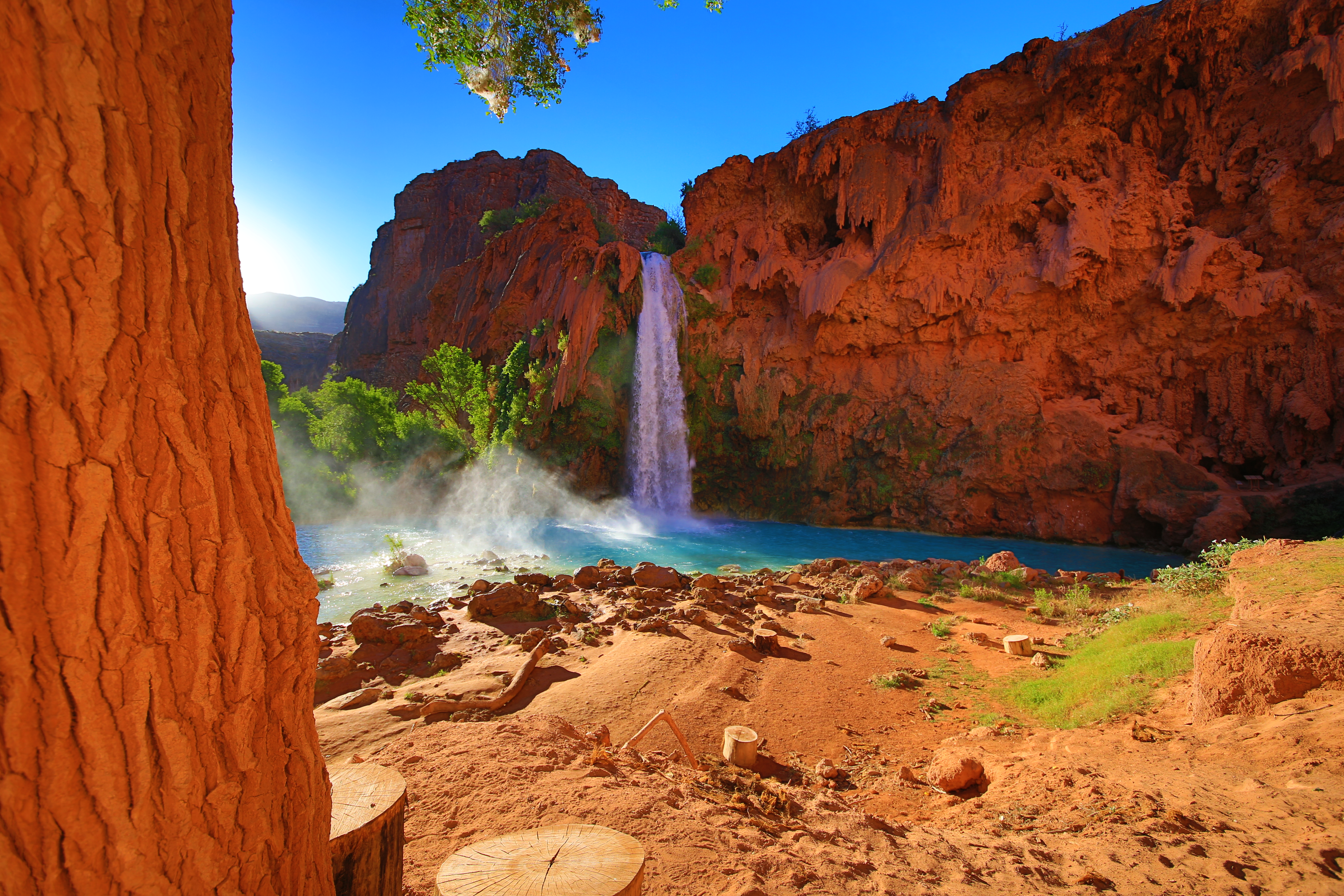
Die Havasu Falls mit der darunter liegenden Gumpe

## Verhältnis zu den Walapai
Ethnisch sind die Havasupai und Walapai (Hualapai) ein Volk (oder Stammesgruppe), obwohl – als Folge der willkürlichen Konzentration von Gruppen in Reservaten durch die US-Regierung – heute beide separate, politisch eigenständige Stämme bilden und eine eigene Identität entwickelt haben. Die Hualapai (Walapai) bestanden aus drei Großgruppen (oder Unterstämmen) – den Middle Mountain People, Plateau People und Yavapai Fighters (McGuire; 1983). Diese Großgruppen unterteilten sich in sieben Bands (Kroeber; 1935, Manners; 1974), die wiederum aus dreizehn Lokalgruppen (engl. regional bands oder local groups) bestanden (Dobyns und Euler; 1970). Diese Lokalgruppen setzten sich aus mehreren oder einer großen Familiengruppe (engl. extended family groups) zusammen, die jeweils in kleinen Siedlungen (rancherias) lebten. Die Havasooa Pa'a war die nordöstlichste, isolierteste und zugleich größte Lokalgruppe der Hualapai (Walapai), gehörte jedoch genauso wie die Yi Kwat Pa'a („Peach Springs Band“) und Ha'kasa Pa'a („Pine Springs Band“) der Nyav-kapai-Band („Östliches Volk“) an, die zum Unterstamm der Plateau People zählte.

## Geschichte
In früheren Zeiten bewohnten die Havasupai den Canyonboden nur in den Frühlings- und Sommermonaten, um in winzigen Gärten Mais, Bohnen, Kürbisse (auch Flaschenkürbisse), Sonnenblumen, Baumwolle und Tabak anzubauen. Nach Kontakt mit den Spaniern bauten sie zudem Melonen, Wassermelonen sowie Obstbäume an. Nach der Ernte im Herbst zogen sie in ihre Winterquartiere auf dem Plateau, wo sie Hirsche, Antilopen und Wüsten-Dickhornschafe jagten. In den Wintermonaten wurde das Flusstal kalt und dunstig, weil die steilen Canyonwände die Sonneneinstrahlung verhinderten. Die Havasupai lebten traditionell in kegel- oder kuppelförmigen strohbedeckten Wickiups, die einen stabilen Rahmen aus Pfählen besaßen und zusätzlich mit Erde verputzt wurden. Sofern vorhanden wurden auch Felsnischen bewohnt.
Trotz ihrer Isolation hatten die Havasupai Handelsbeziehungen zu den Hopi, Hualapai, Diné (auch Navajo) und Mohave, mit denen sie Felle, Salz und rote mineralische Farbe gegen landwirtschaftliche Produkte, Textilien (wie z. B. fein geflochtene Körbe, die als Wasserbehälter dienten) und braune, unbemalte Töpferware tauschten. Besonders enge Kontakte unterhielten sie hierbei mit den Hopi, von denen sie viele kulturelle und religiöse Zeremonien übernahmen. Traditionelle Verbündete der Havasupai waren die Hopi sowie die Hualapai, die oft gemeinsam gegen die Yavapai, die verschiedenen Gruppen der Westliche Apache, besonders die Tonto Apache und die Südlichen Paiute vorgingen. Pater Francisco Garcés war der einzige Spanier, der diesen Stamm im Jahre 1776 besuchte. Pläne zur Missionierung des Stammes wurden nicht verwirklicht. Die Kontakte zu Amerikanern, die erst in den 1850er Jahren begannen, waren ebenso unbedeutend. Die isolierte Heimat der Havasupai, so scheint es, fand niemand begehrenswert.
Seit den 1980er Jahren machen die Havasupai durch ihren Kampf gegen den Uranabbau auf ihrem Land von sich reden. Nach jahrzehntelangen Debatten um die Nutzung der Vorkommen erließ im Januar 2012 das Innenministerium der Vereinigten Staaten ein Moratorium des Uranabbaus auf einer Fläche von rund 4000 km² für 20 Jahre.

## Lebensweise
Das Leben bei den Havasupai war einfach. Eine rigorose soziale und politische Organisation war für eine Gruppe von weniger als 300 Stammesmitgliedern kaum nötig. Die religiösen Aktivitäten lagen in den Händen von Medizinmännern, die Krankheiten beeinflussen konnten und für Erfolg bei der Jagd und dem Gartenbau sorgten. Ein Erntetanz im Herbst war mehr eine soziale Zusammenkunft als eine religiöse Zeremonie. Das Verbrennen der Toten und die Vernichtung von deren persönlichem Eigentum (einer von mehreren bei den Yuma üblichen Bräuchen) wurde bis 1895 praktiziert, bis das Bureau of Indian Affairs diesen unzivilisierten Brauch untersagte. 

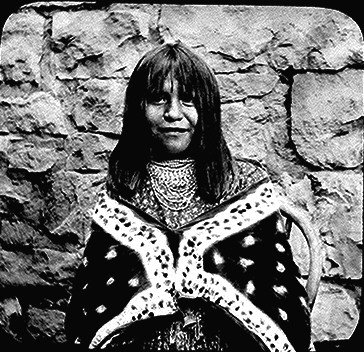
Junges Havasupai-Mädchen, circa 1900

Obwohl sie von dem flüchtigen Besucher oft als Shangri-la (verstecktes Paradies) bezeichnet wird, ist das Reservat für die dort Lebenden bedeutend weniger idyllisch. Die Landwirtschaft, einst die wichtigste Lebensgrundlage des Stammes, dient heute nur als Ergänzung zum auswärts verdienten Arbeitslohn. Einige Havasupai bestreiten ihren Lebensunterhalt mit dem Transport (Pferde und Mulis) und der Versorgung der wenigen Besucher ihres Canyons.
In zwei verschiedenen Techniken gefertigte Körbe (Zwirnbindung und Wulstflechttechnik) werden heute noch von den Havasupai in sehr begrenzten Mengen hergestellt.

## Demografie
James Mooney schätzte die Havasupai im Jahre 1680 auf etwa 300 Angehörige. Auch 1869 wurden 300 Angehörige gezählt, während 1902 von 233, 1905 nur von 174, 1910 von 174, 1923 von 184 und 1937 von 208 Havasupai berichtet wurde. Der US-Zensus 2000 zählte 634 Angehörige, von denen 404 noch die traditionelle Stammessprache beherrschten.